# ROMANESQUE (アルバム)
『ROMANESQUE』（ロマネスク）は、日本のロックバンドであるBUCK-TICKの初のミニ・アルバム。
1988年3月21日にビクター音楽産業のInvitationレーベルよりリリースされた。前作『SEXUAL×××××!』（1987年）より4か月ぶりにリリースされた作品であり、作詞は櫻井敦司および今井寿、作曲は全曲で今井が担当し、BUCK-TICKによるセルフ・プロデュースとなっている。
1枚目のアルバム『HURRY UP MODE』（1987年）の収録曲であった「ROMANESQUE」をタイトルに据えた4曲入りの作品。「ROMANESQUE」の他にはライブでのみ演奏され未発表となっていた曲や新曲が収録されている。オリジナル盤のリリース以来、長年再リリースされず入手困難となっていたが、2019年にサブスクリプションにて全曲配信された。
オリコンチャートでは最高位20位となった。

## 録音、制作、音楽性
本作は1枚目のアルバム『HURRY UP MODE』（1987年）の収録曲であった「ROMANESQUE」のニューバージョンと、ライブでは演奏されていたが未発表曲となっていた「AUTOMATIC BLUE」を収録し、さらに新曲を追加して発表する意図から4曲入りのミニ・アルバムとして制作されることとなった。
BUCK-TICKメンバーは「ライブでは聴くことのできない、アルバムならではのサウンド」を目指したため、CD盤のみメンバー自らがリミックスを行った「ROMANESQUE (SENSUAL PLEASURES MIX)」を収録することとなった。また、メンバーは本作を「4トラック・アルバム」とも呼んでいた。
書籍『BUCK-TICK ~since 1985-2011~ 史上最強のROCK BAND』では本作の音楽性に関して、初期の音源であり録音環境面の問題を差し引いたとしても「演奏技術や歌唱に未成熟な面が多く見受けられる」としながらも、「とにかく若い彼らの荒々しい勢いが詰まった、スリリングな作品となっている」と記されている。。

## リリース
1988年3月21日にビクター音楽産業のInvitationレーベルから、12インチEP、CT、CDの3形態でリリースされた。12インチEP盤には音の出ない12インチサイズのピクチャーレコードが付属していたほか、CD盤のみボーナス・トラックとしてタイトル曲のバージョン違いが1曲追加収録されている。
「MISTY ZONE」と「AUTOMATIC BLUE」の2曲は本作のみに収録されており、他のビクター所属時代のアルバム作品群が数回再リリースされてきたにもかかわらず、本作は1988年のリリース以降長らく再リリースや配信がされていなかった。また、セルフカバー・アルバム『殺シノ調べ This is NOT Greatest Hits』（1992年）には、その当時までの全アルバムからバランスよく選曲された一方で、本作からは一曲も選曲されてない。その後、本作発売から約29年の時を経て、本作のみの収録となっていた曲の中から、2017年に行われたファン投票で「HEARTS」が3位にランクインし、その投票企画を選曲に反映したデビュー30周年記念のベストアルバム『CATALOGUE 1987-2016』（2017年）にて、リミックス・リマスタリングされて収録された。さらにその後、2019年4月17日のサブスクリプションサービス開始に伴い、全曲リマスタリングを施し、ダウンロード販売という形で、原盤発売から実に約31年の時を経て再リリースされた。
後にトリビュートアルバム『PARADE II 〜RESPECTIVE TRACKS OF BUCK-TICK〜』（2012年）にて、「MISTY ZONE」をcali≠gari、「ROMANESQUE」をAcid Black Cherryがカバーした。

## ツアー
レコーディングを行ったことでライブへの欲求が出てきたメンバーのために、1988年1月24日に新宿ロフトにてシークレット・ギグが行われ、樋口豊の誕生日であったその日にバンド名を「BLUCK-TLICK」と変えて1年ぶりに同会場のステージに立つこととなった。当日はデビュー以前に演奏していた古い曲やインストゥルメンタルなどを演奏、メンバーは「デカイ場所でやれるようになっても、いつでもライブ・ハウスに戻ってライブをやりたい」と述べていた。
また同年には「東北ロックサーキット」と題したコンサートツアーが、3月15日の平市民会館公演から4月7日の八戸市公会堂公演まで13都市全13公演行われた。同ツアーは1987年4月19日の日比谷野外音楽堂公演において、ステージに詰めかけた聴衆が将棋倒しとなり3人の死者を出したことで活動自粛に追い込まれたLAUGHIN' NOSEを復活させるためのイベントライブであり、ワンマンでは目立つために当時デビューしたばかりの新人バンドを前座につけることとなった。前座としてはBUCK-TICKのほかにレピッシュ、アンジー、PERSONZ、THE RYDERS、ROGUEが参加し、持ち時間は各自15分程度であった。同ツアーは次作『SEVENTH HEAVEN』（1988年）のレコーディングと並行して行われたため、東京のレコーディングスタジオとライブ予定地との往復が必要となった上に、空き時間にはテレビ番組への出演や取材が行われた。超過密スケジュールに追われたメンバーは帰宅するとすぐにベッドに倒れ込み、着替えもせずに翌朝まで熟睡するような日々を送ることとなった。
同年4月1日に行われた汐留PIT公演のチケットは発売からわずか2時間で3000枚が完売した。さらに「BUCK-TICK SHOCK TOUR」と題したコンサートツアーを4月13日の沼津ロイヤルギャラリー公演から5月30日の前橋市民文化会館公演まで18都市全20公演を実施した。櫻井はこの時期に自身の声にコンプレックスを抱いており、コンサートツアーが続くと喉が限界に達してしまうが、1本1本のライブで手抜きをすることも出来ずジレンマに陥っていた。かつてボイストレーニングを受けた際に先生から日常生活においても喉をケアしなければならないことを教わった櫻井は、この時期からツアー中は一切アルコールを摂取しないことを決定、翌日にライブがない移動日であっても摂取しないことにした。

## チャート成績
オリコンチャートでは、最高位20位の登場回数13回で売り上げ枚数は4.5万枚となった。

## 収録曲
全作詞・作曲: HISASHI（特記除く）、全編曲: BUCK-TICK。
| #         | タイトル                      | 作詞 | 作曲・編曲 | 時間 |
| --------- | ----------------------------- | ---- | ---------- | ---- |
| 1.        | 「MISTY ZONE」(作詞: ATSUSHI) |      |            | 4:27 |
| 2.        | 「ROMANESQUE」                |      |            | 4:10 |
| 合計時間: | 合計時間:                     | 8:37 |            |      |

| #         | タイトル                  | 作詞 | 作曲・編曲 | 時間 |
| --------- | ------------------------- | ---- | ---------- | ---- |
| 3.        | 「AUTOMATIC BLUE」        |      |            | 3:05 |
| 4.        | 「HEARTS」(作詞: ATSUSHI) |      |            | 4:49 |
| 合計時間: | 合計時間:                 | 7:54 |            |      |

| #         | タイトル                               | 作詞  | 作曲・編曲 | 時間 |
| --------- | -------------------------------------- | ----- | ---------- | ---- |
| 5.        | 「ROMANESQUE (SENSUAL PLEASURES MIX)」 |       |            | 5:02 |
| 合計時間: | 合計時間:                              | 21:49 |            |      |

## スタッフ・クレジット

### BUCK-TICK
- ATSUSHI - ボーカル、SE
- HISASHI - エレクトリック・ギター
- HIDE - エレクトリック・ギター、ガット・ギター
- Ū-TA - ベース
- TOLL - ドラムス、サンプリングパーカッション

### 参加ミュージシャン
- ジュリー・フォウェル - バッキング・ヴォーカル (「ROMANESQUE (SENSUAL PLEASURE MIX)」)
- 上野 "SANPLE" 洋子 - サンプリング・オペレーター

### スタッフ
- BUCK-TICK - プロデューサー
- 田中純一（ビクターインビテーション） - ディレクター
- 村木敬史（ビクターインビテーション） - ディレクター
- 新銅 "V" 康晃 - レコーディング・エンジニア

- サカグチケン - アート・ディレクション、デザイン
- 坂本真典 - 写真撮影
- 渡辺さゆり - スタイリスト
- 古居隆志 - コーディネーター
- おおのあきこ - コーディネーター
- 豊島直己（ビクターインビテーション） - チーフ・プロモーター
- SHAKING HANDS INC. - マネージメント
- 高木修 - マネージメント
- 枡岡慶彦 - マネージメント
- ヤスハラショータク - マネージメント
- 浅見繁男 - ロード・マネージャー
- サワキカズヲ - アーティスト・プロデューサー
- 樋口和光（ビクターインビテーション） - スーパーバイザー
- ラ・ケンジントン - スペシャル・サンクス
- クレイジーキャット - スペシャル・サンクス
- パール楽器製造 - スペシャル・サンクス
- YUKO & TOMOKO（ビクター） - スペシャル・サンクス
- 姫野久美子 - スペシャル・サンクス

## リリース履歴
| No. | 日付          | レーベル                     | 規格     | 規格品番                                     | 最高順位 | 備考 |
| --- | ------------- | ---------------------------- | -------- | -------------------------------------------- | -------- | ---- |
| 1   | 1988年3月21日 | ビクター音楽産業／Invitation | LP CT CD | VIH-15001 (LP) VCF-15001 (CT) VDR-20001 (CD) | 20位     |      |